# Rat
Pour les articles homonymes, voir Rat (homonymie).
Taxons concernés
Parmi les Myomorpha (dont des « rats »)
- principalement famille des Muridae (dont des « rats »)
  - principalement sous-famille des Murinae (dont des « rats »)
    - principalement genre Rattus (exclusivement des rats) dont les plus connus :
      - Rattus rattus
      - Rattus norvegicus
      - Rattus exulans

Parmi les Hystricognathi (dont des « rats »)
- Voir texteSous-pages sur le rat brun
- Rat domestiqueAutres articles sur les rats
- Articles sur les Rongeurs appelés « rats »
- Rat (homonymie)
- Rat dans la culture
- Liste des souris et rats de fictionmodifier

Le mot « rat » est un nom vernaculaire ambigu qui peut désigner, en français, des centaines d'espèces différentes dans le monde de mammifères rongeurs omnivores, dont la queue est nue, les dents tranchantes et le museau pointu. Les rats sont le plus souvent de la famille des Muridés ou, de façon plus restrictive, du genre Rattus, lequel regroupe les espèces les plus communes : Rattus rattus, le rat noir, et Rattus norvegicus, le rat d'égout, qui a donné le rat domestique en élevage. Néanmoins, par analogie, le terme désigne aussi quelques espèces de rongeurs qui ne font pas partie de la famille des Muridés, comme le Rat palmiste, le Rat-chinchilla, etc.
Les hommes étudient ces rongeurs, les utilisent à leur profit, les apprivoisent ou bien, au contraire, les considèrent comme des nuisibles et cherchent à les exterminer. Les rats font ainsi partie intégrante de la symbolique, de la culture et de l’histoire humaine, et de nombreuses œuvres y font référence. Plusieurs groupes de musique se rattachent au rat, comme le Rat Pack.

## Étymologie et histoire du mot

### Étymologie
L'étymologie du mot « rat » est incertaine. Il n'existait pas en latin. Sa racine semble commune aux langues romanes (rata en espagnol, ratto en italien, ratazana en portugais) et aux langues germaniques (Ratte en allemand, rat en anglais et néerlandais). Le mot date de la fin du XIIe siècle. Auparavant, rats et souris sont désignés indistinctement sous le terme de mus. Mais les origines en restent obscures ; il viendrait d'une onomatopée, née du bruit du rat qui grignote, ronge ou gratte. Il pourrait venir de l'allemand ratt, ou encore du celte ract ou raz,. La femelle du rat est appelée une rate, et son petit un raton. Une ratière désigne un piège à rats et une raterie désigne un élevage de rats domestiques.

### Évolution du terme
Le langage courant confond longtemps rat et souris comme l'atteste par exemple la fable de La Fontaine intitulée Le Chat et un vieux rat, où l'auteur les regroupe finalement dans l'expression globale « la gent trote-menu » après avoir employé indifféremment l'un et l'autre termes.
Le mot « rat » remonterait à 1170 en tant que « nom usuel de nombreux mammifères rongeurs ».
En 1606, dans le Thresor de la langue françoyse tant ancienne que moderne, Jean Nicot associe le rat à Mus mais avant que ce genre ne soit fixé par Linné en 1758.
Dans la seconde moitié du XVIIIe siècle, L'Encyclopédie de Diderot et d’Alembert définit le « rat » comme étant de l'espèce Mus domesticus, ce qui en fait un synonyme de l'actuelle souris domestique, mais décrit un animal de 14 pouces (35,56 cm), queue comprise, capable de tenir tête à un chat et nomme la souris Mus minor.
Dans sa 1re édition (1694) et les suivantes, le Dictionnaire de l'Académie française donne du « rat » une définition assez vague, précisant simplement que c'est un « animal à qui les chats donnent la chasse » et le décrivant physiquement comme « petit... au museau pointu... pieds courts... queue longue » et mentionne la différence entre « gros rat » et « petit rat ». Il décrit aussi ses mœurs : « qui ronge & mange les grains, la paille, les meubles, les tapisseries ». L'Académie précise seulement à partir de la 6e édition (1832-5) qu'il s'agit d'un « petit quadrupède de l'ordre des Rongeurs ». Définition que reprendra presque mot pour mot Émile Littré au XIXe siècle dans son Dictionnaire de la Langue Française.
Dès l'époque classique apparaissent pourtant des différenciations entre les divers « rats » : en 1606 Nicot cite le « rat d'eau », en 1668 La Fontaine distingue le « rat de ville » du « rat des champs » et en 1725 l'Académie des sciences parle du « rat musqué ». Diderot et d'Alembert, quant à eux, en plus du « rat » (la souris commune), décrivent le Rat d'Amérique (mus americanus, syn. de l'actuel rat brun), le rat des champs (mus agrestis minor, sans doute un campagnol du genre Microtus), le rat d'eau (mus aquaticus, sans doute un campagnol aquatique du genre Arvicola), le rat musqué et le rat musqué d'Amérique, le rat de Norvège (mus caudâ abruptâ, corpore fulvo, nigro, maculato), le rat oriental (mus orientalis), le rat blanc de Virginie, (mus agrestis virginianus albus) ainsi que d'autres espèces.
Au début du XIXe siècle, le terme « rat », employé seul, est encore associé au genre Mus, qui comportait à l'époque de nombreux rongeurs à présent classés ailleurs, mais il désigne surtout Mus rattus, ancien synonyme du Rat noir (Rattus rattus).
Au XXe siècle, le dictionnaire français Larousse définit toujours le terme « rat » de façon scientifiquement vague comme désignant « divers rongeurs Muridés et Cricétidés » mais précise qu'il s'applique plus particulièrement aux espèces du genre Rattus; tandis que le Trésor de la langue française informatisé (TLFi) en donne une définition un peu plus complète qui réduit la classification (« Mammifère rongeur de la famille des Muridés ») tout en indiquant que cela représente tout de même « des centaines d'espèces dans le monde » ayant les caractéristiques physiques suivantes : « longue queue écailleuse, museau pointu, deux incisives tranchantes à chaque mâchoire », des mœurs communes : « omnivore, prolifique, vorace, commensal de l'homme » et qui sont des espèces « porteuses de bactéries et de virus ».

## Classification
Dans les ouvrages modernes, le mot « rat » désigne le plus souvent le rat noir (Rattus rattus) et le rat brun (Rattus norvegicus). Cette dernière espèce est également appelée surmulot et rat d'égout. Le rat domestique est issu de l'élevage du rat brun. Cette souche de rat brun est depuis longtemps maintenue en captivité où elle est d'abord devenue un animal de laboratoire puis un animal de compagnie, faisant partie de ce que l'on appelle les nouveaux animaux de compagnie (NAC).
Le nom de « rats » peut également désigner de manière générale en zoologie le genre Rattus. La plupart des espèces de ce genre portent en français le nom de « rat », suivi d’un qualificatif. Par exemple le rat polynésien (Rattus exulans) qui est la troisième espèce de rat la plus répandue au monde après le rat brun et le rat noir.
Néanmoins de manière assez courante, on appelle aussi « rats » d’autres rongeurs de la sous-famille des Murinae ou de la famille des Muridae qui n’appartiennent cependant pas au genre Rattus. Bien que plus rarement, on appelle même « rats » des animaux qui ne sont même pas de la famille des Muridés, à commencer par certains Cricetidae dont la classification fait encore débat et qui ont longtemps été classés parmi les Muridés.
Parmi les Rodentia :
- Dans la famille des Muridés :
  - Le genre Rattus, qui comprend plusieurs espèces dont les 3 plus connues dans le monde sont :
    - le rat brun ou rat, rat d'égout ou surmulot - Rattus norvegicus, le plus répandu dans le monde (voir aussi Rat domestique)
    - le rat noir ou rat - Rattus rattus, vecteur de la peste
    - le rat polynésien - Rattus exulans, la troisième espèce de rat la plus répandue au monde
    - etc.

  - De la sous-famille des Cricetomys, rats de Gambie ou rats géants
  - Dans la sous-famille des Murinae, le rat des moissons (Micromys minutus), le plus petit rongeur d'Europe
  - De la sous-famille des Nesomyinae, les muridés de Madagascar
  - De le sous-famille des Otomyinae, dont les rats siffleurs
  - De la sous-famille des Rhizomyinae, dont les rats des bambous et des rats-taupes
  - De la sous-famille des Spalacinae dont des rats-taupes
  - De la sous-famille des Sigmodontinae, des muridés du nouveau monde
- Dans d'autres familles :
  - le rat-kangourou de Fresno (Dipodomys nitratoides)
  - le rat musqué (Ondatra zibethicus), un animal amphibie
  - le rat à poche mexicain (Zygogeomys trichopus)
  - le rat-taupe nu (Heterocephalus glaber), animal aveugle, nu, fouisseur et colonial
  - les rat-chinchilla (Abrocomidae)
  - les rats épineux sont des rongeurs arboricoles sud-américains
  - etc.

## Physiologie, comportement et écologie
Les caractéristiques générales des rats sont celles des rongeurs, avec des nuances pour chaque espèce (voir les articles détaillés pour plus d'informations sur leur comportement ou leur physiologie respective).

### Caractéristiques communes
Le « rat » désigne donc un rongeur de dimensions variées, pouvant aller du minuscule rat des moissons (Micromys minutus) au rat de Gambie (Cricetomys gambianus ), un géant en comparaison. Les caractéristiques physiques sont très diverses parmi les animaux appartenant à l'ordre des Rodentia mais ce nom vernaculaire est surtout employé pour désigner des rongeurs dotés d'oreilles rondes et d'une queue relativement longue, généralement annelée. Il s'agit le plus souvent d'un rongeur plus gros que la souris, bien que ce critère ne soit pas déterminant, puisque le rat des moissons (Micromys minutus) est également appelé « souris naine ».

## Noms français et noms scientifiques correspondants

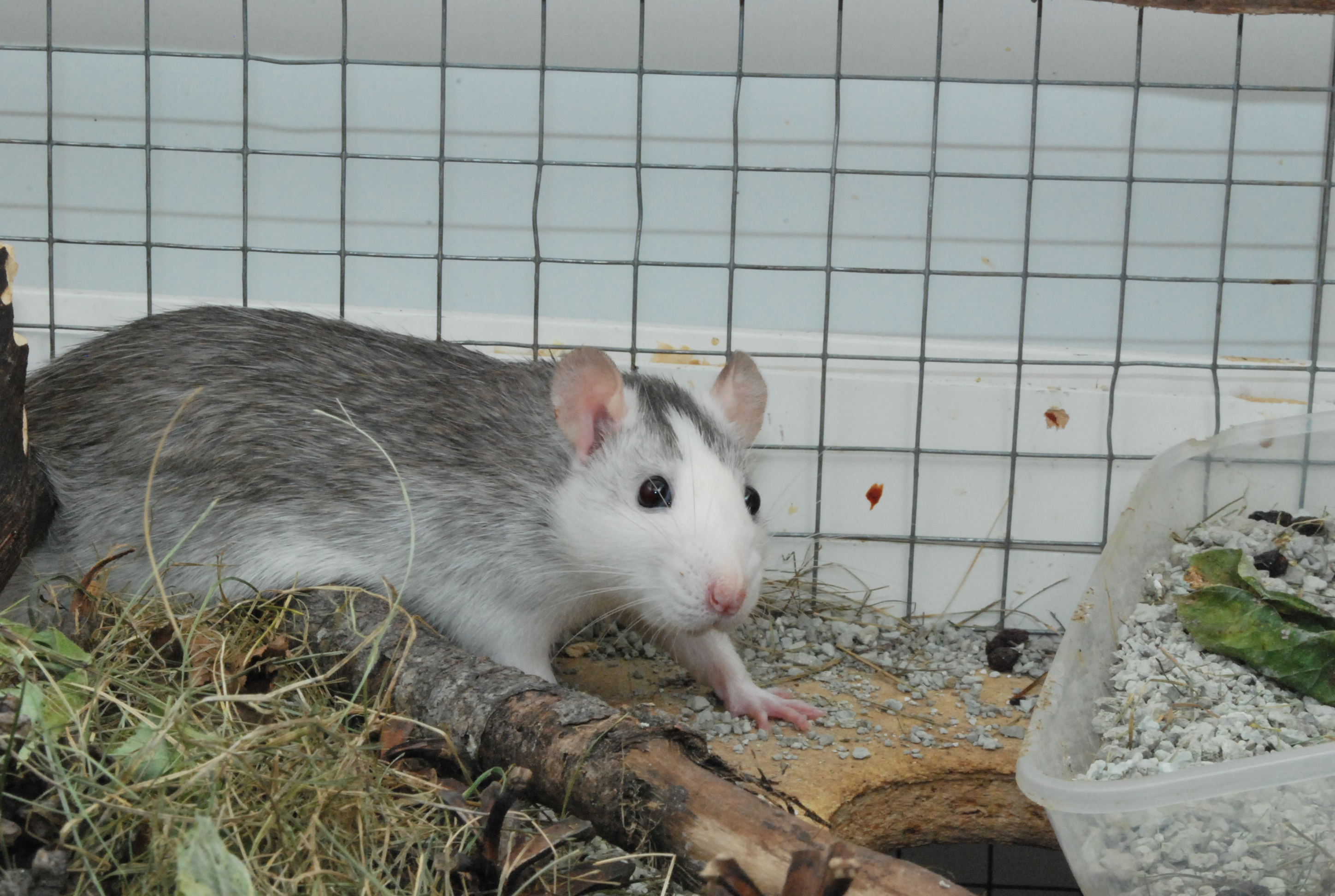
Rat domestique, animal de compagnie, variété d'élevage du Rattus norvegicus

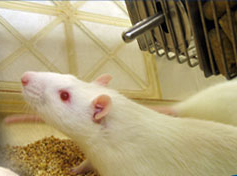
Rat domestique, animal de laboratoire, variété d'élevage du Rattus norvegicus (ici un rat albinos)

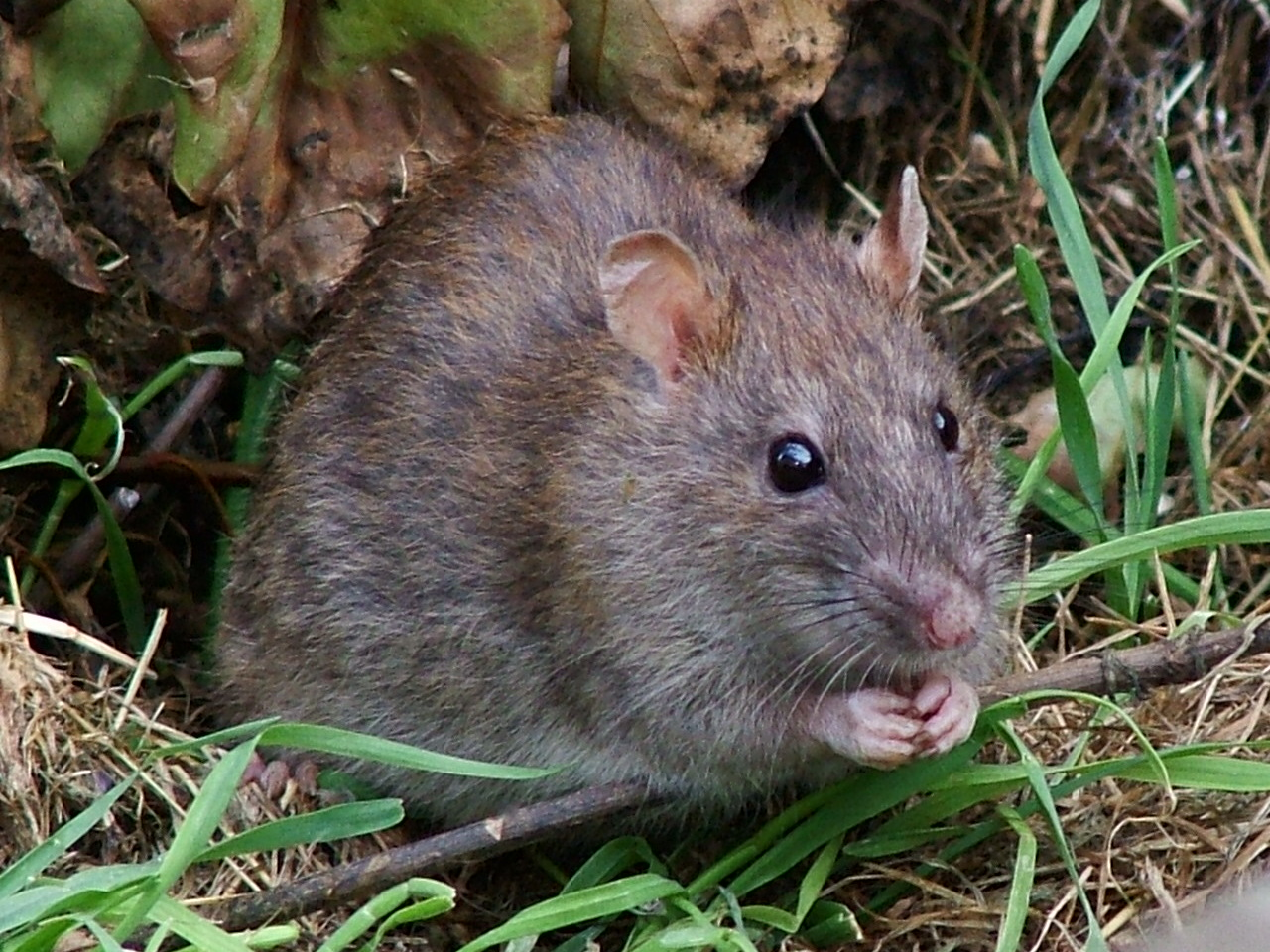
Rat brun (Rattus norvegicus)

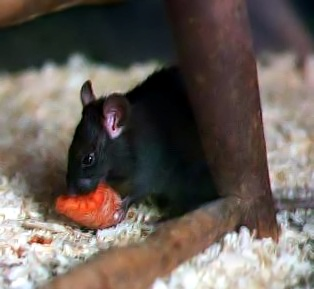
Rat noir (Rattus rattus)

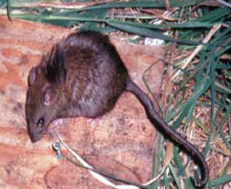
Rat polynésien (Rattus exulans)

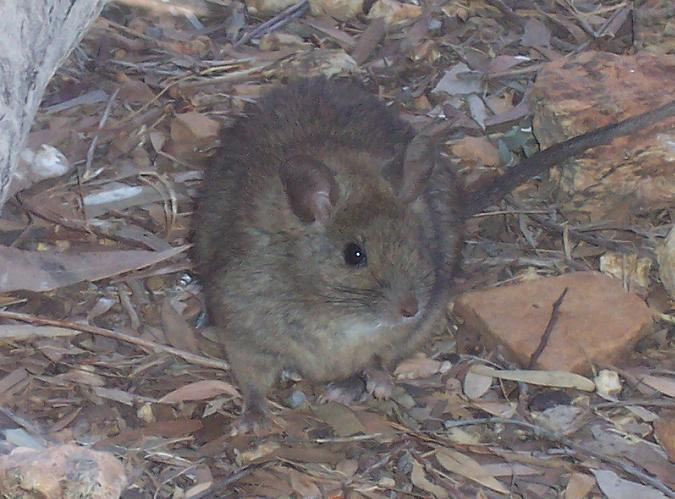
Rat architecte (Leporillus conditor)

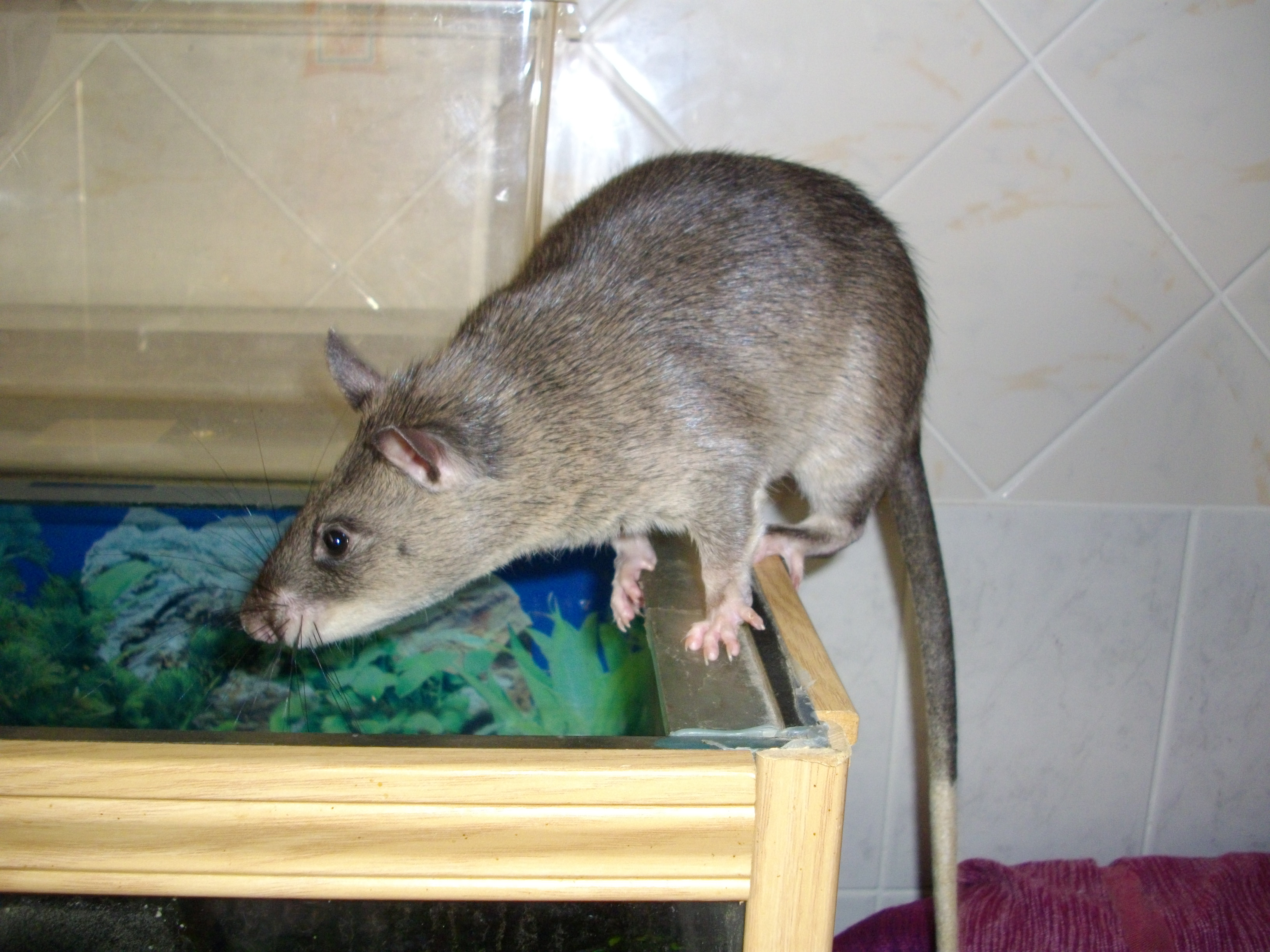
Rat de Gambie (Cricetomys gambianus)

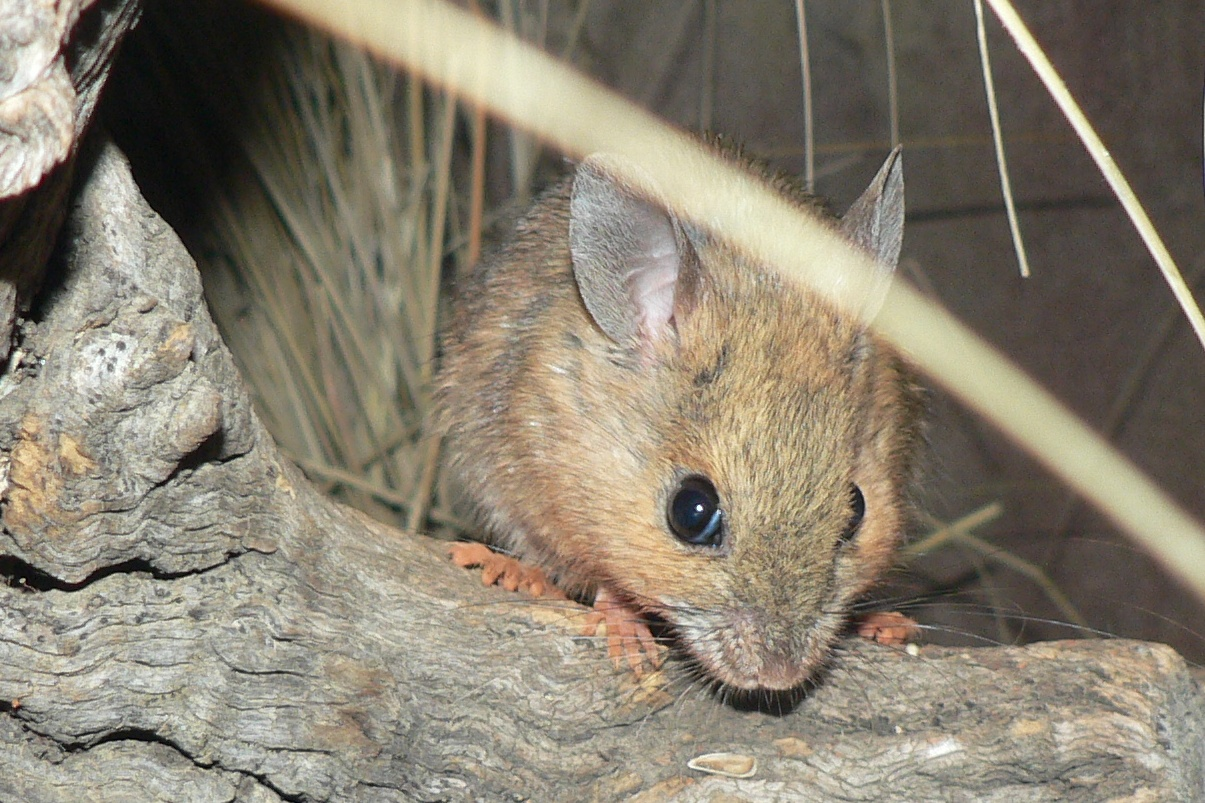
Rat des plaines (Pseudomys australis)

Le tableau triable suivant présente une synthèse non exhaustive des noms vulgaires ou des noms vernaculaires attestés en français et des noms scientifiques correspondants. Il faut noter que certaines espèces ont plusieurs noms possibles. En gras, les espèces les plus connues des francophones. Les classifications évoluant encore, certains noms scientifiques peuvent avoir un autre synonyme valide :
| Nom français                   | Remarques                               | Dénomination scientifique                                       |
| ------------------------------ | --------------------------------------- | --------------------------------------------------------------- |
| Faux rat d'eau                 |                                         | Xeromys myoides                                                 |
| Hamster-rat nain               |                                         | Tscherskia triton                                               |
| Rat d'Amérique                 | voir Rat musqué                         |                                                                 |
| Rat architecte                 |                                         | Leporillus conditor                                             |
| Rat bandicot du Bengale        |                                         | Bandicota bengalensis                                           |
| Rat domestique                 |                                         | Rattus norvegicus domestiqué                                    |
| Rat des bambous                |                                         |                                                                 |
| Rat à bandes                   |                                         | Apodemus agrarius                                               |
| Rat-bayard                     |                                         | Eliomys quercinus                                               |
| Rat bleu                       | voir Rat domestique                     |                                                                 |
| Rat brun                       |                                         | Rattus norvegicus                                               |
| Rat des champs                 |                                         |                                                                 |
| Rat-chinchilla                 |                                         | Abrocomidae sp.                                                 |
| Rat des cotonniers             | voir Rat à crête                        |                                                                 |
| Rat à crête                    |                                         | Lophiomys imhausi                                               |
| Rat à crinière                 | voir Rat à crête                        |                                                                 |
| Rat des déserts d'Inde         |                                         | Meriones hurrianae                                              |
| Rat d'eau                      |                                         | Arvicola sp. (Arvicola amphibius au Canada ou Arvicola sapidus) |
| Rat d'eau australien           |                                         | Hydromys chrysogaster                                           |
| Rat d'eau de Gojan             |                                         | Nilopegamys plumbeus                                            |
| Rat d'égout                    | voir Rat brun                           |                                                                 |
| Rat épineux                    |                                         |                                                                 |
| Rat fouisseur                  |                                         | Myomys spp.                                                     |
| Rat fouisseur à queue courte   |                                         | Saccostomus campestris                                          |
| Rat de Gambie                  |                                         | Cricetomys gambianus                                            |
| Rat géant d'Emin               |                                         | Cricetomys emini                                                |
| Rat géant de la Grande Canarie |                                         | Canariomys tamarani (éteint)                                    |
| Rat géant de Ténérife          |                                         | Canariomys bravoi (éteint)                                      |
| Rat des greniers               | voir Rat noir                           |                                                                 |
| Rat gris                       | voir Rat brun                           |                                                                 |
| Rat à grosse queue             |                                         | Zyzomys pedunculatus                                            |
| Rat à grosse tête              |                                         | Clyomys sp. et notamment Clyomys laticeps                       |
| Rat husky                      | voir Rat domestique                     |                                                                 |
| Rat-kangourou                  |                                         |                                                                 |
| Rat de laboratoire             | voir Rat domestique                     |                                                                 |
| Rat-lièvre à pieds blancs      |                                         | Conilurus albipes (éteint)                                      |
| Rat à mamelles multiples       |                                         | Mastomys erythroleucus                                          |
| Rat à manteau roux             |                                         | Deomys ferrugineus                                              |
| Rat des moissons               |                                         | Micromys minutus                                                |
| Rat du mont Oku                |                                         | Lamottemys okuensis                                             |
| Rat-mulot                      |                                         | Apodemus sylvaticus                                             |
| Rat à museau roux              |                                         | Oenomys hypoxanthus                                             |
| Rat musqué                     | ou Rat musqué commun                    | Ondatra zibethicus,                                             |
| Rat musqué de Terre-Neuve      |                                         | Ondatra zibethicus obscurus                                     |
| Rat musqué de Sainte-Lucie     |                                         | Megalomys luciae (éteint)                                       |
| Rat du Nil                     |                                         | Arvicanthis niloticus                                           |
| Rat noir                       |                                         | Rattus rattus                                                   |
| Rat de Norvège                 | voir Rat brun                           |                                                                 |
| Rat du Pacifique               | voir Rat polynésien                     |                                                                 |
| Rat palmiste                   |                                         | Xerus erythropus                                                |
| Rat à peigne                   |                                         | Ctenomys spp.                                                   |
| Rat à pelage en brosse         | ou Rat à pelage en brosse de Woosnam    | Lophuromys woosnami,                                            |
| Rat à pelage doux              |                                         | Praomys sp.                                                     |
| Rat à pelage doux de Tullberg  |                                         | Praomys tullbergi                                               |
| Rat des plaines                |                                         | Pseudomys australis                                             |
| Rat à poche                    |                                         | Geomyidae spp.                                                  |
| Rat à poche mexicain           |                                         |                                                                 |
| Rat polynésien                 |                                         | Rattus exulans                                                  |
| Rat porc-épic                  |                                         | les espèces du genre Clyomys                                    |
| Rat porteur                    | voir Rat à queue touffue                |                                                                 |
| Rat à queue courte             |                                         | Nesokia indica                                                  |
| Rat à queue préhensile         |                                         | Pogonomys mollipilosus Peters & Doria, 1881                     |
| Rat à queue touffue            |                                         | Neotoma cinerea,                                                |
| Rat rayé                       |                                         | Lemniscomys barbarus                                            |
| Rat du riz                     | les espèces du genre Oryzomys           | notamment Oryzomys palustris                                    |
| Rat des rizières               |                                         | Rattus argentiventer                                            |
| Rat des rochers                |                                         |                                                                 |
| Rat des roseaux                |                                         |                                                                 |
| Rat roussard                   | ou Rat roussard du Nil, voir Rat du Nil |                                                                 |
| Rat des sables diurne          |                                         | Psammomys obesus                                                |
| Rat surmulot                   | voir Rat brun                           |                                                                 |
| Rat-taupe                      |                                         | Bathyergidae sp. ou Spalacinae sp.                              |
| Rat-taupe nu                   |                                         | Heterocephalus glaber                                           |
| Rat taupier                    |                                         | Arvicola amphibius (syn. Arvicola terrestris)                   |
| Rat-viscache roux d'Argentine  |                                         | Tympanoctomys barrerae                                          |

## Les rats et l'homme

### Considérés comme nuisibles

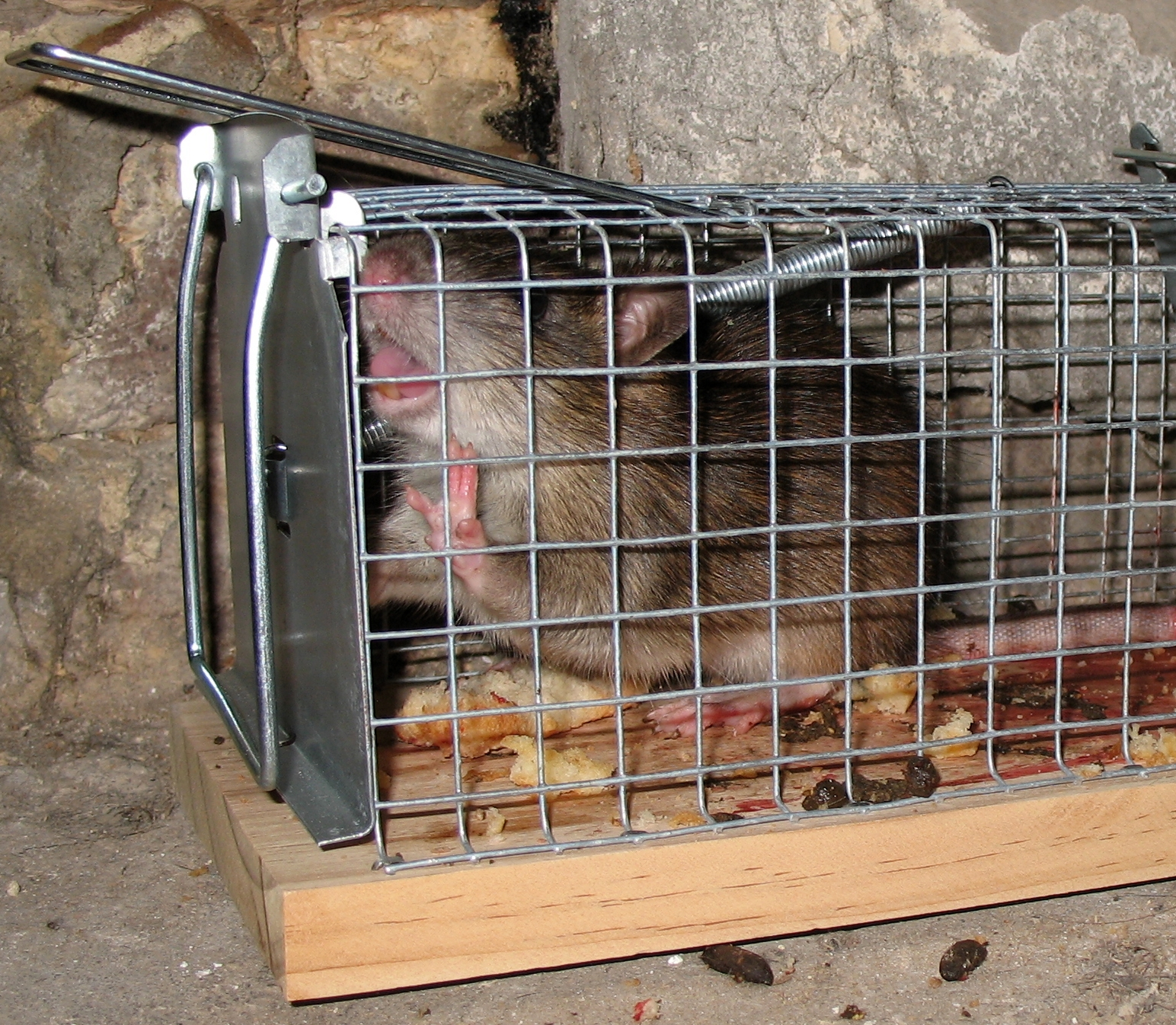
Rat brun dans un piège à trappe.

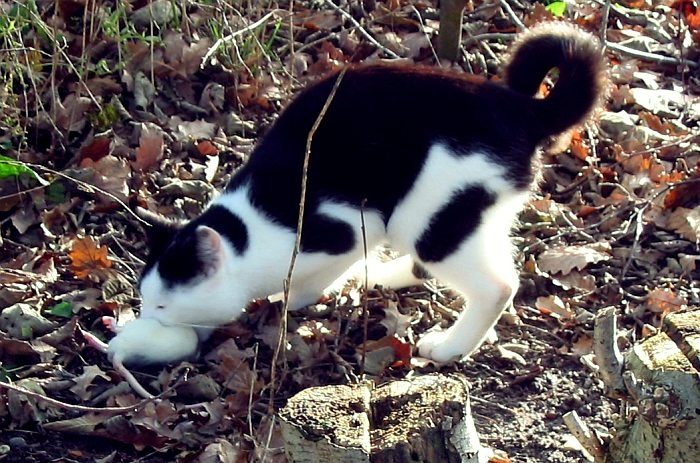
Chat capturant un rat blanc.

Qu'il s'agisse de l'une ou l'autre des espèces, les rats sont considérés comme des propagateurs de maladies, notamment parmi les plus graves. Le rat intervient soit comme réservoir du microbe (bactérie, virus ou parasite) qu'il héberge sans le transformer, soit comme hôte intermédiaire dans le cycle du parasite (qui va se transformer dans l'organisme du rat et y devenir infectieux pour l'homme). Le rat est alors infectieux soit par sa morsure, soit par ses déjections, ou par son sang prélevé et transmis à l'homme via un vecteur (insecte, tique).
La maladie à laquelle on associe le plus le rat est, sans doute, la peste, qui est principalement propagée par le rat et transmise à l'homme par piqûres de puces d'animaux infectés. Plus facilement véhiculée par le rat noir, elle s'est répandue dans le monde en de terribles épidémies au cours de l'Histoire, notamment lors de la peste noire du milieu du XIVe siècle. Néanmoins, la leptospirose, maladie bactérienne qui est parfois appelée la maladie du rat, est propagée par l'urine infectée du rat ou de la souris et semble presque toujours la source directe ou indirecte des infections humaines. D'autres maladies peuvent également être transmises par le rat, comme la fièvre par morsure de rat (streptobacillose ou fièvre de Haverhill) et le Sodoku qui en est une variante. Le rat est aussi le réservoir, unique ou non, de la méningite à éosinophiles, de la fièvre hémorragique d'Argentine, de la fièvre hémorragique vénézuélienne, de la douve de Chine, de la fièvre hémorragique coréenne, du typhus murin, et il est l'hôte intermédiaire de l'échinococcose alvéolaire.
Mais en plus de ce point de vue sanitaire, les rats sont des opportunistes et ils s'attaquent aux réserves alimentaires qu'ils dévorent et souillent de leurs déjections. Ils mettent en péril les récoltes dans certains pays tropicaux et peuvent causer des déséquilibres écologiques,. Pour un grain dévoré par le rat brun, 10 à 15 grains sont souillés et rendus inconsommables.
De même, du fait de l'introduction du rat brun, du rat noir et du rat polynésien, dans 82 % des archipels mondiaux et au vu de leur caractère invasif, ils occasionnent de nombreux bouleversements dans les écosystèmes insulaires et contribuent également à l'éradication de certaines espèces animales,,. Ces trois espèces de rats (Rattus exulans, Rattus norvegicus et surtout Rattus rattus) sont reconnues comme invasives, elles font partie des 100 espèces les plus invasives d'après l'UICN. Ils peuvent devenir une menace pour l'équilibre écologique et les espèces locales, surtout lorsqu'ils colonisent une île.
Pour éviter tous les problèmes apportés par les rats à l'état sauvage, des campagnes de dératisation sont organisées par les autorités dans de nombreux pays. Elles visent à réduire les populations de rats et ainsi à diminuer le risque sanitaire. En France, en 2021, 7% de la population a du faire face à une infestation de rat à son domicile. Ce chiffre a été multiplié par deux depuis 2016, en raison notamment de l'interdiction de l'appâtage permanent depuis 2019.
Depuis longtemps, l'homme essaie d'empêcher le rat de proliférer. Au fil du temps différentes méthodes ont été déployées. Dans les habitations, le chat ou certains chiens sont utilisés pour empêcher la prolifération de ces rongeurs. Dans l'Égypte ancienne, on se sert déjà des chats pour combattre les rats. Les Vénitiens ramenèrent d'Égypte et de Syrie des galères pleines de chats ratiers afin d'éradiquer les rats dans la lagune et par là même de combattre la peste. Vers 1727, avec l'invasion massive du rat gris (surmulot ou rat d'égout), les chiens ratiers, comme le Affenpinscher, prennent la place des chats en Europe. Alors qu'au Moyen Âge, les massacres de chats n'ont fait qu'accélérer la propagation des rats noirs dont les puces étaient porteuses de la peste bubonique, les fonctionnaires municipaux de Londres ont répété la même erreur environ 300 ans plus tard. Au XXIe siècle, on emploie surtout la mort aux rats, le gaz ou encore les pièges (plus écologiques et rapides), pour éliminer les indésirables. Cependant, les rats sont dotés d'un odorat très développé qui leur permet d'éviter les pièges mis en place. Et ils communiquent avec des ultrasons, dont la fréquence est trop élevée pour être audible pour l'oreille humaine. Dès qu'ils sentent un danger, ils préviennent les autres rats.
En règle générale, le rat ne s'attaque pas à l'homme, il le fuit,,. Il peut cependant être agressif s'il se sent acculé ou surpris. Il peut arriver que les rats mordent des personnes pendant leur sommeil, mais il s'agit d'un phénomène rare.

### Considérés comme utiles

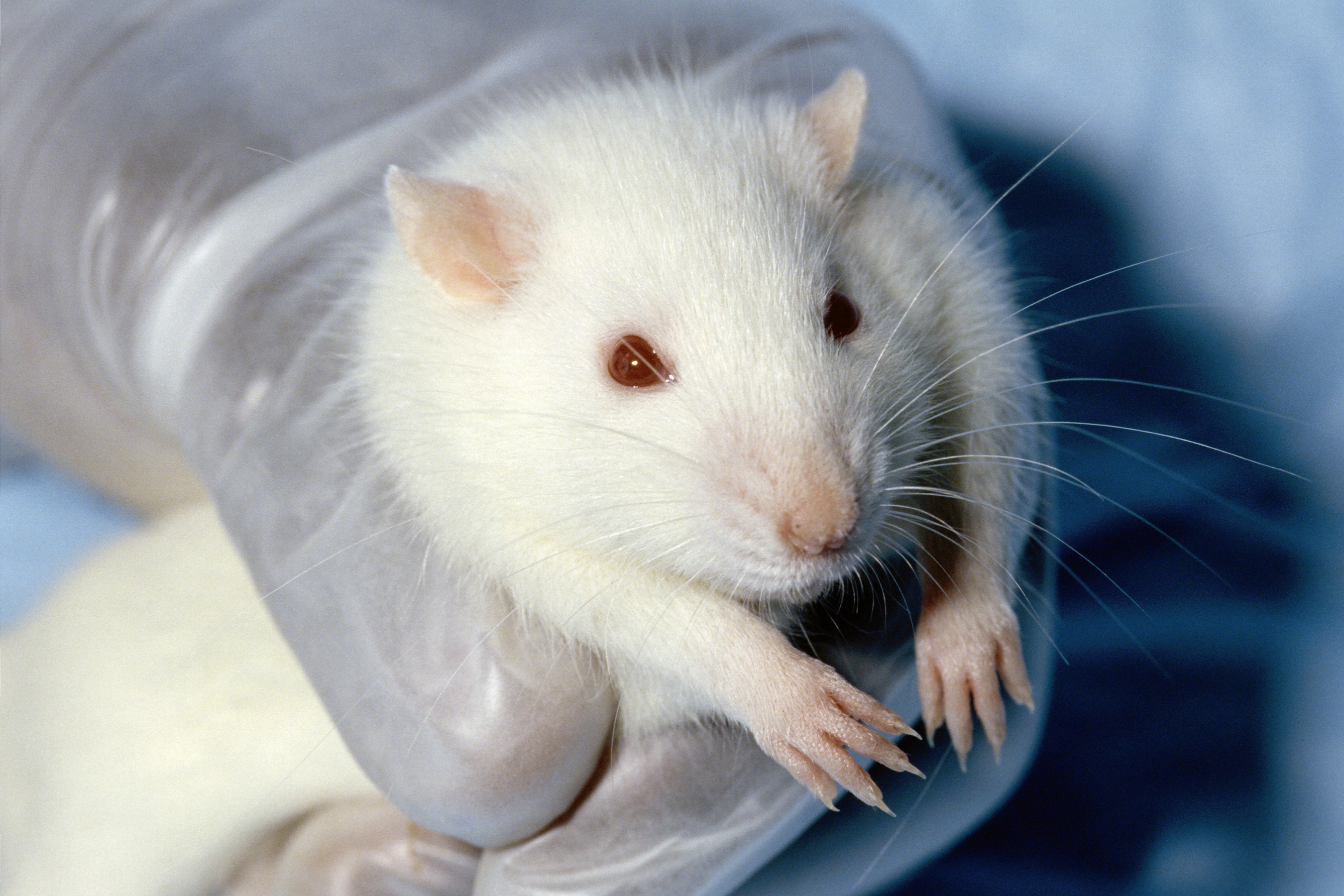
Rat de laboratoire.

Bien qu'ils n'étaient pas alors considérés comme utiles les rats étaient appréciés dans un jeu de sang. Les parieurs organisaient des combats de rats contre chiens. Ce type de combat connut un grand succès par exemple en Angleterre au XIXe siècle quand les combats de chiens furent interdits en 1835. Ainsi un chien nommé Billy devint célèbre en tuant cent rats en cinq minutes et demie. En France, ce type de combat, finalement jugé trop cruel, est interdit depuis 1987,.
D'un point de vue utilitaire, les rats ont joué et jouent encore un rôle dans l'alimentation humaine. Plusieurs espèces de rats sont mangées par les communautés rurales d'Asie du Sud-Est, d'Inde et d'Afrique,. En Occident, le rat n'a souvent été mangé qu'en situation de guerre et de famine. Ainsi l'on sait que des rats et plusieurs autres espèces animales ont nourri les hommes pendant le siège de Paris en 1870-1871.
Les rats des villes (Rattus norvegicus) jouent un rôle important dans le traitement des déchets humains. On estime généralement que sans eux, les égouts et canalisations des grandes villes seraient rapidement bouchés de manière irrémédiable. À Paris, ils dévorent près de 800 tonnes d'ordures par jour.
Le rat domestique (Rattus norvegicus d’élevage) est très utilisé par les laboratoires pour divers tests et études. De même son intelligence y est fort appropriée pour faire des expériences sur le comportement. Sa petite taille, sa résistance et sa prolificité en font notamment un organisme modèle.
Ce rat apprivoisé a trouvé sa place parmi les nouveaux animaux de compagnie (NAC). On trouve de plus en plus de matériel et d’aliments dédiés à cet animal. Il est apprécié pour son caractère, son agilité mais aussi son intelligence,.
En dehors du genre Rattus, les rats géants de Gambie, des muridés du genre Cricetomys, sont utilisés comme démineurs pour détecter les mines antipersonnel en Afrique, notamment au Mozambique. Ils permettent de les détecter et ainsi de les éliminer de manière très efficace. Les rats de Gambie ont un odorat puissant et sont curieux et agiles, ce qui explique l'intérêt qu'ils représentent pour cette tâche. D'autant plus qu'ils sont intelligents et apprennent très vite et il faut dire qu'ils ont un odorat plus puissant que celui d'un chien, qu'ils sont plus résistants mais aussi qu'ils sont plus petits et reviennent beaucoup moins chers,. Leur poids est un atout idéal puisque pesant moins de 1,5 kg, ils ne font pas exploser les mines,.
Depuis peu ils sont également utilisés en Tanzanie et au Mozambique pour la détection de la tuberculose à partir d'expectorations (crachats), toujours en se servant de leur sensibilité olfactive et de leur capacité d'apprentissage : leur taux de détection (67 %) est supérieur à celui de laborantins étudiant des lames au microscope (48 %) et ils permettent d'éviter des examens en laboratoires longs (une semaine) et couteux.

### Aspects culturels
Depuis la Préhistoire, le « rat » a toujours accompagné l'Homme, et de ce fait, c'est un animal qui occupe une très forte symbolique et qui est fortement présent dans les domaines folkloriques et artistiques. Cependant la symbolique n'est pas la même selon les époques et selon les différents continents. En Orient et plus particulièrement en Asie, le rat est généralement le symbole de l'intelligence, de l'ambition et même de la chance,. 
En Occident, et ce depuis le Moyen Âge, sa valeur symbolique est généralement négative, certainement du fait qu'il est destructeur de récoltes et propagateur d'épidémies. Cependant la symbolique du rat est bien plus complexe, et il reste un animal lourd de symbole, indissociable de l'Homme.

#### En Orient

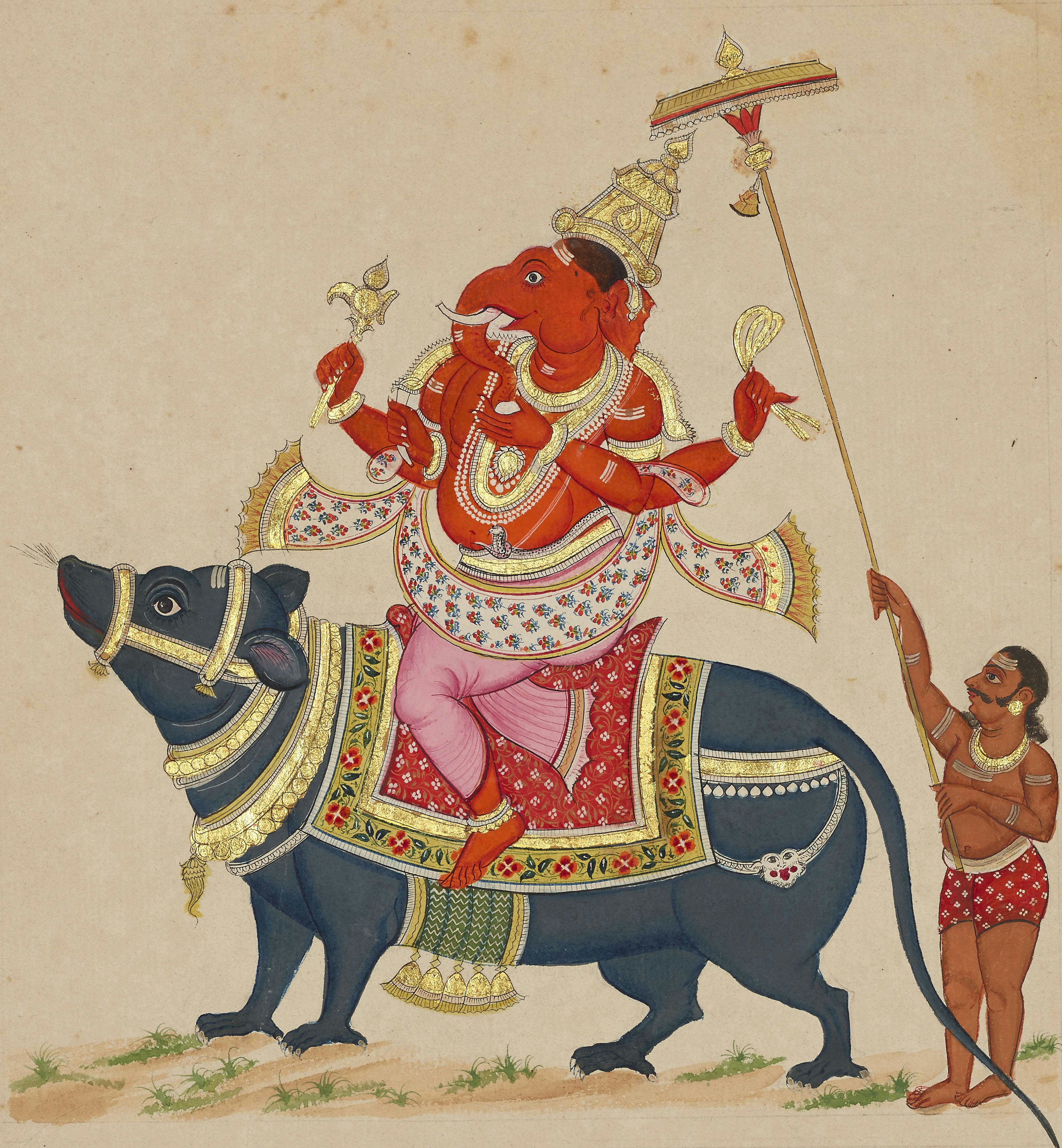
Ganesh et sa monture le rat. Peinture de style Company Paintings (École de Tanjore ou de Trichinopoly).

En Inde comme en Extrême-Orient, le rat est associé aux divinités.
Dans l'hindouisme, le rat est associé à Ganesh puisqu'il en est la monture (le vahana). Du fait que Ganesh est une des divinités les plus populaires de l'hindouisme, le rat est un animal qui n'est pas vu comme nuisible mais aimé pour son ingéniosité et sa curiosité. En tant que monture de Ganesh, il est comparable au mantra récité et qui dévore les graines d'ignorance pour permettre d'accéder à la connaissance que représente la Divinité. Globalement perçus comme des créatures inoffensives, on peut voir en Inde des rats se promener parmi les hommes, sans que cela pose de problème à la population.
Le temple de Karni Mata, en Inde dans l’État du Rajasthan, est l'un des exemples les plus parlants que l'on puisse trouver. Selon la légende locale les rats sont les réincarnations de la sadhvi Karni Mata, de sa famille mais aussi de ses conteurs, bardes et poètes. Les rats sont les premiers dévots privilégiés de Karni Mata. Des milliers de rats vivant au sein du temple (20.000 selon certaines estimations), la tradition dit qu'il y a quatre ou cinq rats blancs, que l'on considère comme particulièrement saints. Ils sont les manifestations de Karni Mata elle-même et de sa famille. Les apercevoir est un privilège et les visiteurs ont le devoir de leur donner de la nourriture.
En Extrême-Orient, le rat fait partie de l'astrologie chinoise, il est le premier animal d'un cycle de douze animaux. Des légendes relatent comment les animaux furent choisis et comment le rat devint le premier animal du cycle zodiacal. Il le fut par la ruse et il est de ce fait associé à la mesquinerie mais surtout à l'intelligence,. Il est également lié à l'argent. Au Japon, le rat est considéré comme le messager de Daikokuten, divinité de la richesse, du commerce et des échanges.

#### En Occident

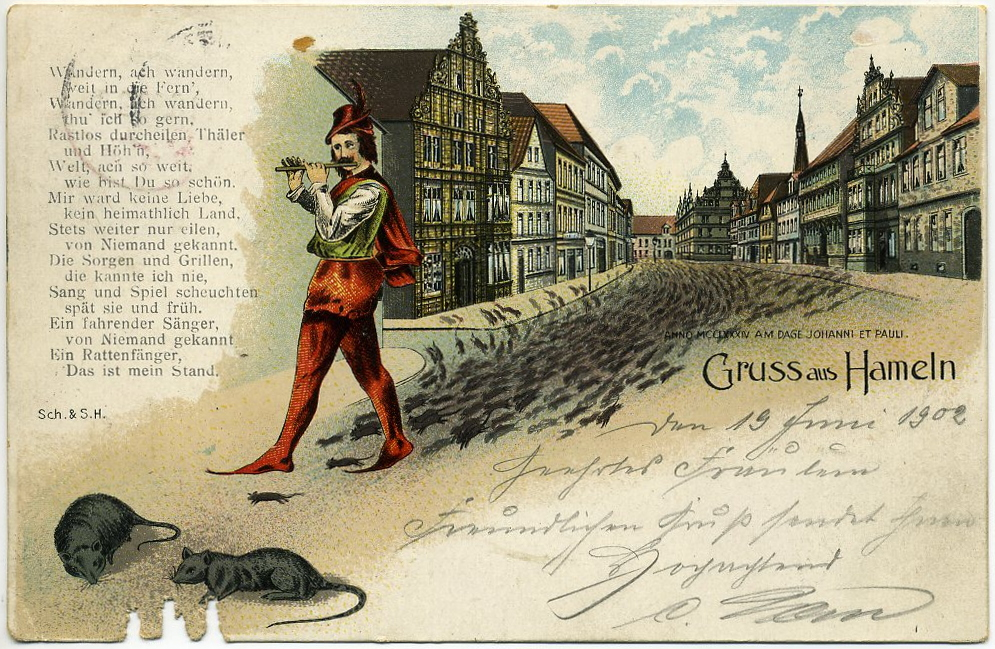
Le joueur de flûte de Hamelin menant les rats de la ville à la rivière.

En Occident et plus précisément dans la langue française, le rat est aussi lié à la richesse mais il se retrouve lié à l'avarice. Ainsi, de nombreuses expressions métaphoriques se sont créées à partir du mot « rat ». Leur signification a souvent une connotation péjorative reflétant l'image négative et peu reluisante qu'inspire le rat. On dit par exemple d'une personne avare qu'elle est très rat, d'un homme « fort gueux » qu'il est gueux comme un rat ou encore lorsqu'un logement est étroit et sale on dit que c'est un nid à rats. Pour décrire quelqu'un de fantaisiste ou faisant un caprice on dit alors qu'il a des rats dans la tête (etc).
Indésirable et propagateur d’épidémies, le rat a souvent été perçu par le dégoût, la répugnance et par la crainte. Il a ainsi alimenté l'imaginaire collectif et la croyance populaire, tels le culte de Saint-Gertrude de Nivelles qui aurait eu le pouvoir de repousser les rats et les souris,, la légende du joueur de flûte de Hamelin ou encore la créature folklorique du roi de rats. Un roi de rats est en fait un regroupement de rats dont les queues sont entrelacées les unes aux autres, souvent prises dans une gangue composée de paille, d'excréments et de poils. C'est un phénomène rare et contesté qui est accompagné d'un mythe populaire.

#### Dans la littérature et à l'écran

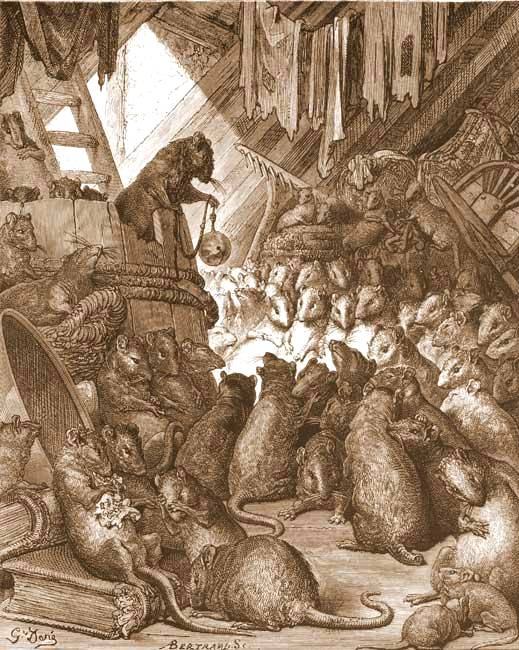
Illustration de Gustave Doré pour la fable Conseil tenu par les rats de Jean de La Fontaine.

En Europe, le rat est donc présent dans les contes, puisque les frères Grimm ont notamment transcrit la légende du joueur de flûte de Hamelin, mais il est aussi dans les fables. De nombreuses fables de Jean de La Fontaine parlent du rat et lui prêtent des caractéristiques anthropomorphes. On en compte pas moins de douze ayant le mot « rat » dans leur titre,.
À la fin du XIXe siècle et au XXe siècle le rat est encore une fois intégré à la littérature mais c'est au genre de l'horreur qu'il est associé, comme on peut le voir avec la nouvelle Les Rats dans les murs de l'écrivain américain H. P. Lovecraft dans laquelle les rats sont anthropophages ou encore avec la Tétralogie des Rats du romancier anglais James Herbert. Dans les dernières décennies du XXe siècle et dans les années 2000, l'image du rat reste souvent la même. Le roman d'horreur Garbage rampage de Julian C. Hellbroke (coll. Trash) se déroule sur fond d'invasion de rats mutants à New York. L'image du rat évolue tout de même, et devient parfois un peu plus positive, sans doute en raison du recours plus fréquent du rat brun en laboratoire et des débuts du rat brun en tant qu'animal de compagnie dans les années 1980. Durant cette période, on voit aussi apparaître le rat dans la bande dessinée. Et ce aussi bien dans la BD franco-belge que dans les comics et les mangas et dans les adaptations télévisuelles et cinématographiques qui en découlent.
Le rat est donc également présent à l'écran. Il y garde souvent son côté de vermine terrifiante et propagatrice d'épidémies, comme dans Willard, film d'horreur américain sorti en 1971 sa réadaptation de 2003, Soudain... les monstres ou bien encore dans D'origine inconnue (voir Liste de films d'horreur avec des rats). Dans les films d'animation américains les rats y jouent des rôles divers. Dans Brisby et le Secret de NIMH, l'héroïne est une souris aidée par des rats de laboratoire intelligents qui se sont évadés et qui se trouvent être selon les personnages amicaux ou violents. Dans Basil, détective privé, le rat se voit cantonné au rôle du méchant, rival de la souris. Enfin dans Ratatouille, un rat d'égout se voit devenir un « héros culinaire ». On peut également noter le portrait très sombre que les jeux vidéo A Plague Tale: Innocence et Requiem font du rat, qui devient ici la matérialisation de la vermine et de la mort. Dans le livre Demain les rats, Christopher Stork met en scène des rats scientifiquement modifiés qui prennent finalement possession du monde.